# Belloy-sur-Somme

Belloy-sur-Somme este o comună în departamentul Somme, Franța. În 1 ianuarie 2022 avea o populație de 725 de locuitori.